# きのくに (列車)

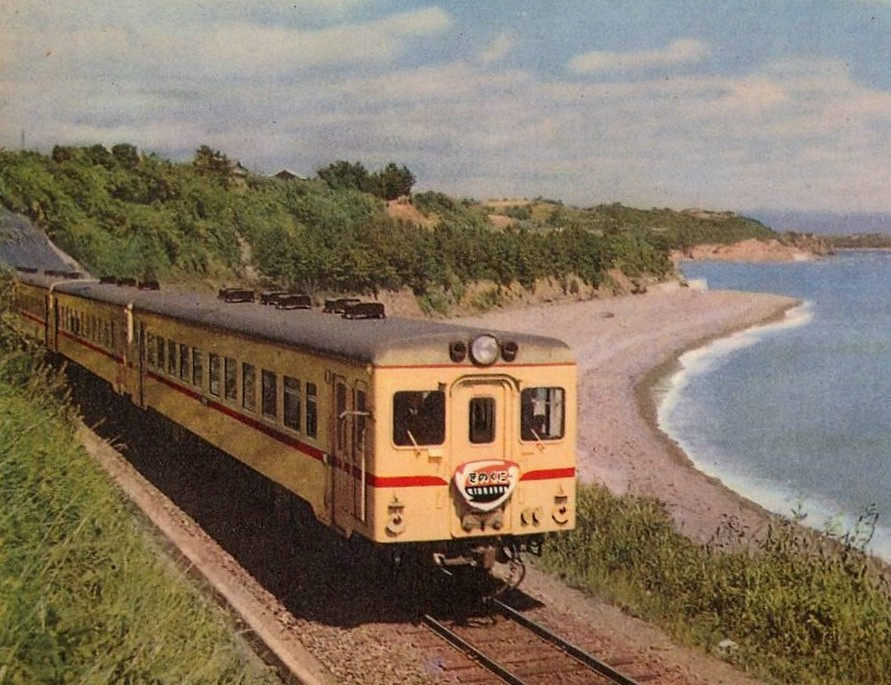
国鉄キハ55系による準急「きのくに」（1960年頃）

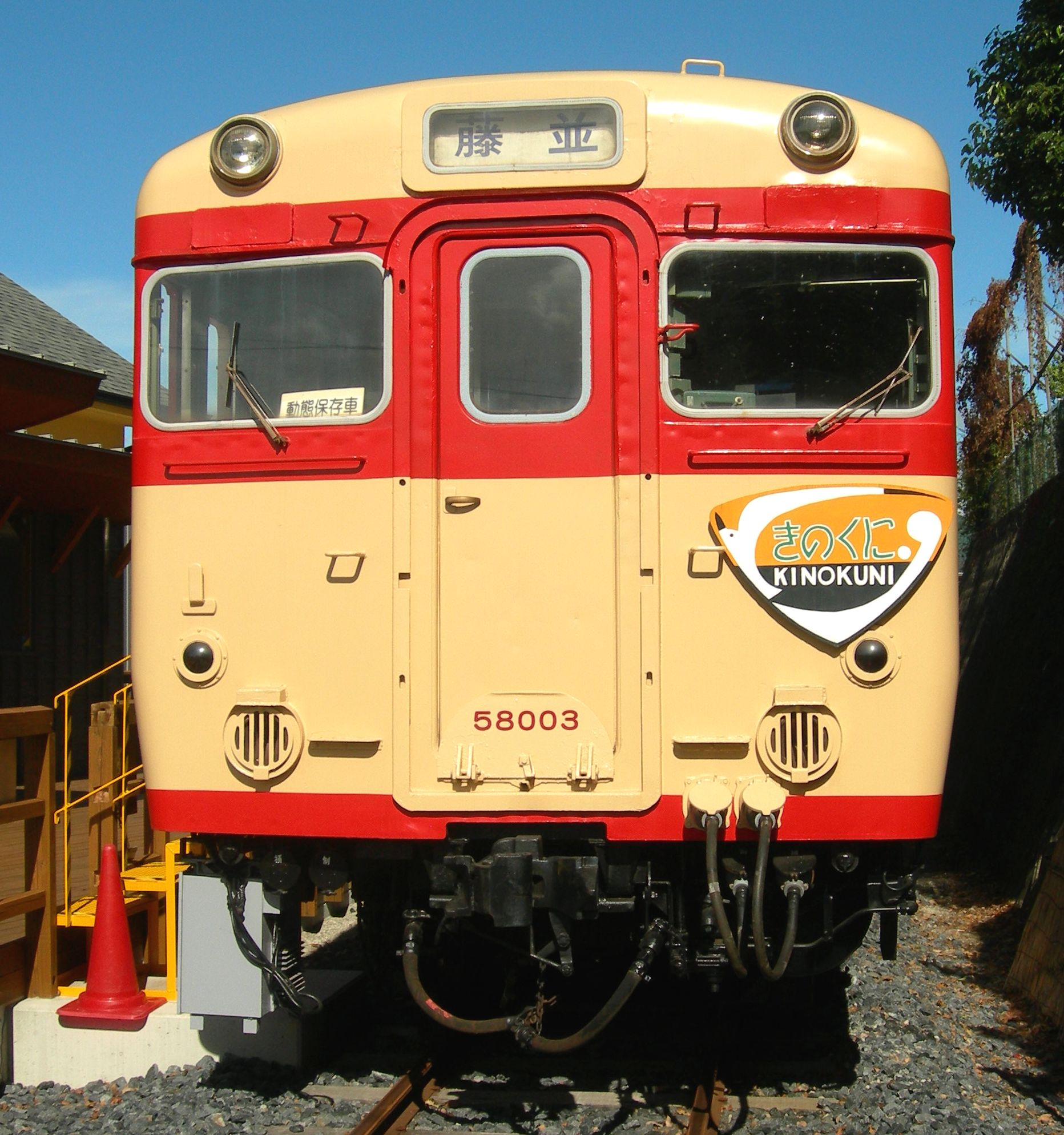
ヘッドマークを取り付けたキハ58（有田鉄道の車両による再現）

きのくには、かつて日本国有鉄道（国鉄）と南海電気鉄道（南海）が、天王寺駅・難波駅 - 白浜駅・新宮駅間を阪和線または南海本線・紀勢本線経由で運行していた急行列車である。
本項では、国鉄と南海が直通運転を行っていた優等列車の沿革についても記述する。

## 概要
「きのくに」は1958年12月1日に天王寺駅 - 白浜口駅（現在の白浜駅）間を全車座席指定席の準急列車として運行を開始した。1959年7月15日には毎日運行の臨時列車1往復増発され、この列車には南海難波駅発着編成を連結するようになった。その後、1966年3月5日には準急制度改変に伴い、急行列車化された。

## 運行概況

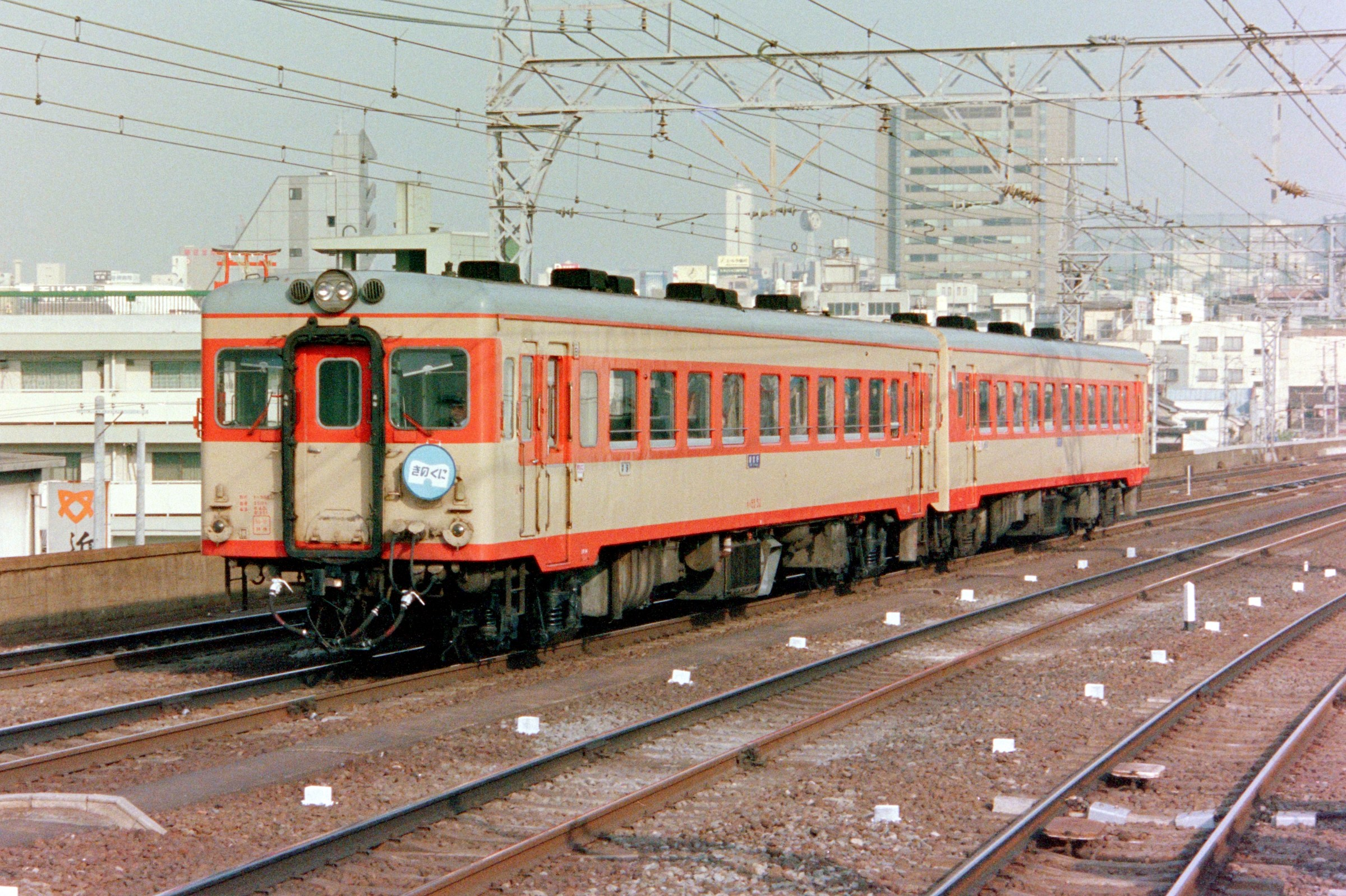
新今宮駅付近、1985年撮影

1958年（昭和33年）12月1日の運転開始当初は、天王寺駅 - 白浜口駅間で1往復設定された。その後、紀勢本線が1959年（昭和34年）7月15日に全通したのを機に、毎日運行の臨時列車を1往復増発して、2往復となった。この臨時列車には南海線難波駅発着編成を、東和歌山駅 - 白浜口駅間で併結して、東和歌山駅で分割併合を行っていた。南海側はキハ55系と同一水準の南海キハ5501形・キハ5551形気動車を新製し準備したが、南海側で自社線内での乗務員養成が間に合わず、エンジンをアイドリング状態にして電車で牽引していた。
利用者も多く運転本数・区間も拡大され、1962年（昭和37年）に天王寺駅 - 紀伊椿駅（現在の椿駅）間に1往復を増発。1963年（昭和38年）10月には1往復増発し、4往復体制となった。1965年（昭和40年）3月1日に特急「くろしお」の運行が開始されたと同時に、「きのくに」の白浜行き1本を新宮駅までの運行区間へ変更した。1966年（昭和41年）には準急制度改変に伴い、急行列車に格上げされた。
1968年（昭和43年）には、和歌山駅（同年3月1日に東和歌山駅から改称）を発着し、紀勢本線内で完結する急行列車のうち、阪和線・南海線直通の急行列車の名称として「きのくに」の名称が与えられる。これにより、定期列車では天王寺駅発10本、天王寺駅行き8本、季節列車3往復、難波駅発着は定期列車3往復、季節列車1往復の体制となる。さらに1969年（昭和44年）には天王寺駅 - 白浜駅間運行の臨時列車を1往復増発している。
しかし、1978年（昭和53年）10月2日に和歌山駅 - 新宮駅間の電化が完成し、「きのくに」が「くろしお」に置き換えられることにより本数の削減が行われ、このときのダイヤ改正では9往復に、1980年（昭和55年）には季節列車を含めて6往復となっていた。
1982年（昭和57年）には天王寺駅 - 新宮駅間運行の夜行列車が季節列車化され、鳥羽駅乗り入れを終了し、天王寺駅・難波駅 - 白浜駅・新宮駅・熊野市駅間及び紀伊田辺発新宮行のみの運行となった。1984年（昭和59年）2月1日にこの夜行列車は廃止されている。この時は天王寺発は3本、天王寺行き5本、難波駅発着は2往復であったが、和歌山市駅 - 和歌山駅間を除きほぼ「全区間架線下を走る気動車列車」となっていた。しかし、南海側では車両の更新ができず、車両自体も冷房化ができないため（下記使用車両参照）、当時すでに冷房化が実施された国鉄側の車両や、料金不要の自社の普通列車にまで冷房化が進んでいた南海線内での他列車に比べ見劣りするようになっていた。
一時は南海が国鉄から485系電車を購入して「きのくに」の置き換えに使用するという報道がなされたことがあったが、前述した和歌山市駅構内の連絡線路を電化させる必要もあり実現には至らず、最終的に1985年（昭和60年）3月14日改正で阪和線天王寺駅発着にしたうえで「くろしお」に編入することで廃止となり、「黒潮号」以来の南海難波駅発着列車は運行を終了することとなった。

### 停車駅
末期（1980年代以降）の停車駅
- 国鉄線内：天王寺駅 - 和歌山駅 - 〔海南駅〕 - 箕島駅 - 湯浅駅 - 御坊駅 - 南部駅 - 紀伊田辺駅 - 白浜駅 - （椿駅） - 周参見駅 - 串本駅 - 古座駅 - （太地駅） - （湯川駅） - 紀伊勝浦駅 - 那智駅 - 新宮駅
- 南海線（国鉄和歌山駅まで含む）：難波駅 - 新今宮駅 - 堺駅 - 岸和田駅 - 和歌山市駅 - 紀和駅 - 和歌山駅
  - （　）は一部の「きのくに」が、〔　〕は季節運転の「きのくに」が通過（一部を除く）。

1978年（昭和53年）10月1日以前は天王寺 - 白浜間を途中和歌山駅・御坊駅・紀伊田辺駅のみ停車、左記に箕島駅・湯浅駅・南部駅のいずれか1駅を加えた季節列車も設定されていたほか、下津駅・初島駅・紀伊由良駅・下里駅に停車する列車も一部設定されていた。また、海水浴客の便宜を図って、一時期夏季のみ江住駅・和深駅・紀伊田原駅・紀伊浦神駅に臨時停車する列車も存在した。
南海本線内の種別は「連絡急行」（1966年〈昭和41年〉3月4日以前は連絡準急）で線内は特急扱いとされた。当時の南海本線の特急は堺駅・泉大津駅・岸和田駅・貝塚駅・泉佐野駅に停車していたが、当列車はこの中の2駅（主に堺駅と岸和田駅、一部このいずれかに代わり泉大津駅もしくは泉佐野駅）に停車していた。1968年（昭和43年）10月1日のダイヤ改正で新今宮駅が停車駅になり、堺駅と岸和田駅を加えた3駅に統一された。

### 使用車両
天王寺駅発着にはキハ28・キハ58・キハ65が、南海難波駅発着にはキハ5501・キハ5551が使用されていた。南海側の車両、キハ5501・5551は全車2エンジン搭載で冷房電源専用のディーゼル発電機を搭載するスペースが無かったため、晩年まで冷房化されなかった。
和歌山 - 紀伊田辺間の複線化工事が完了して以降の所要時間は天王寺 - 白浜間を2時間30 - 50分台、天王寺 - 新宮間を4時間50分台 - 5時間10分台であった。また1970年代までは気動車のほかにも機関車牽引（主に12系客車を使用、阪和線内はEF58形電気機関車など、紀勢線内はDF50形ディーゼル機関車などの牽引により運転）による臨時客車急行として運転されていたものがあった。客車急行は気動車よりもさらに遅く、特に性能が劣るディーゼル機関車牽引区間に当たる紀勢本線内において運転時間の格差が顕著に現れていた。天王寺 - 白浜間を平均3時間30分前後、最大3時間55分かかって走り、この臨時列車（白浜駅15:34発 → 天王寺駅19:29着）は御坊駅で後続の気動車運転による季節列車「きのくに」に追い抜かれ、白浜駅を1時間6分後に出発するもう1本後の定期「きのくに」に和歌山駅で6分差、終点の天王寺駅で1分差にまで詰め寄られるという極端に遅い列車であった。

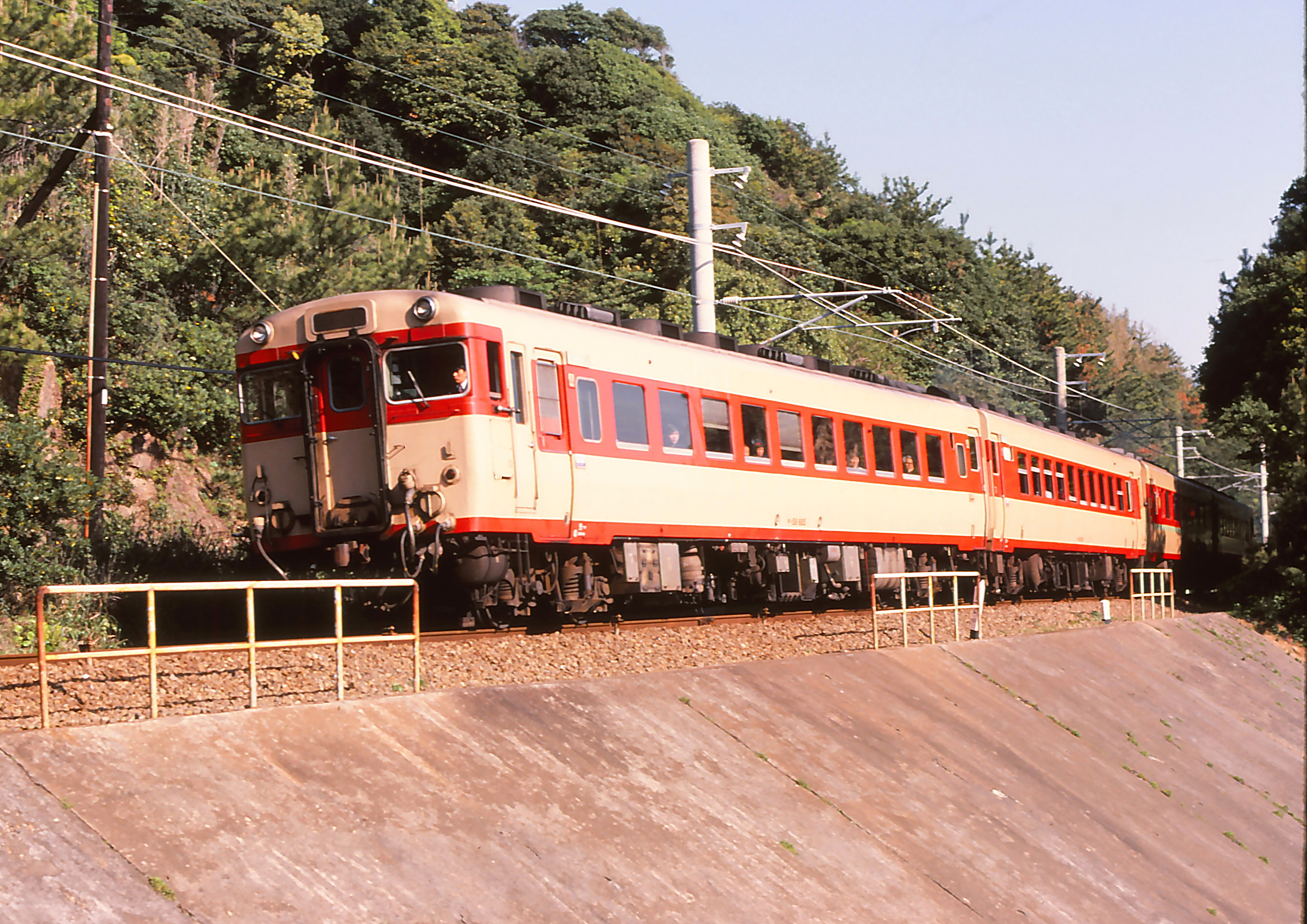
キハ58　三輪崎駅－新宮駅
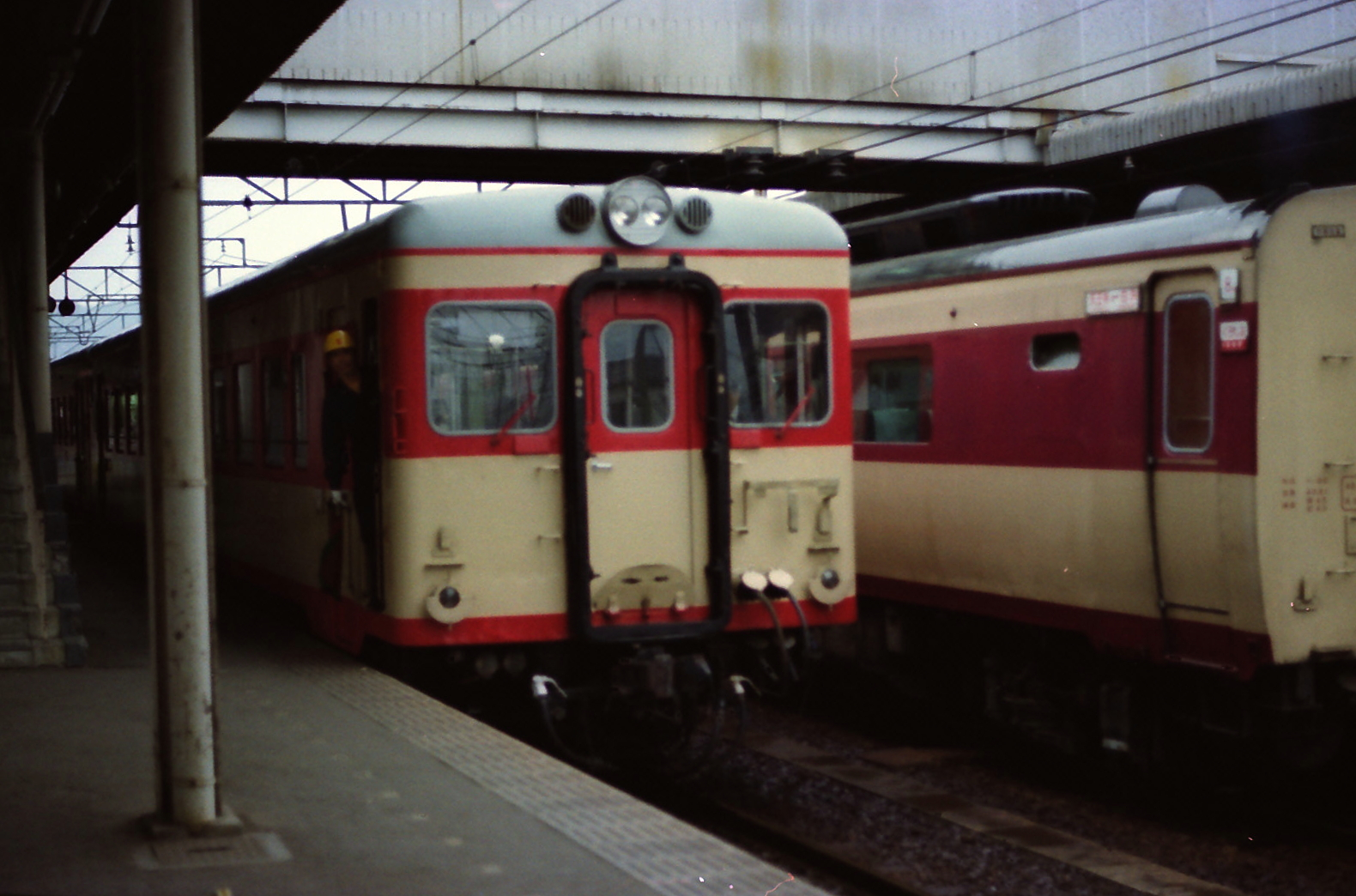
南海のキハ5500形
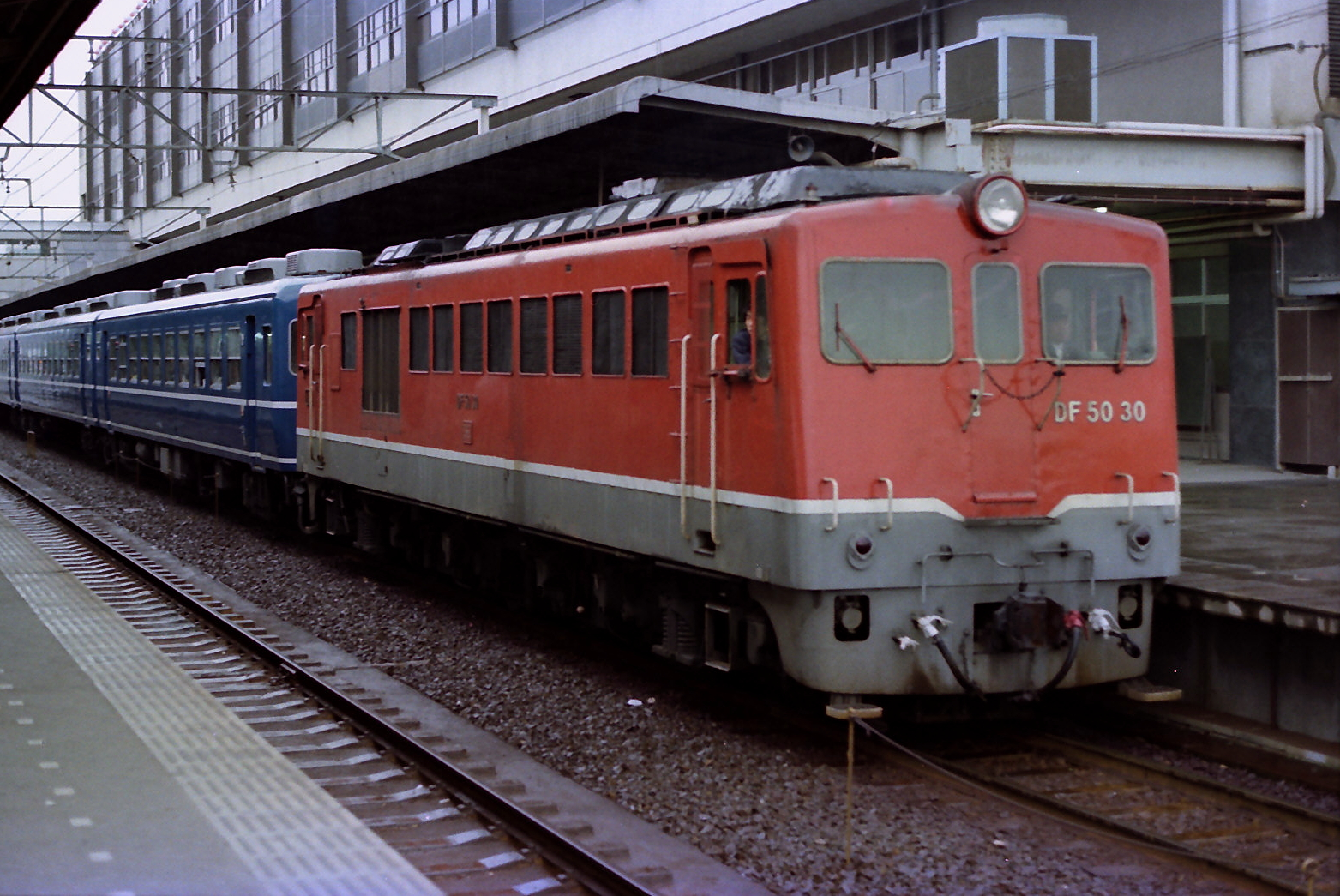
紀勢本線内牽引　DF50機関車
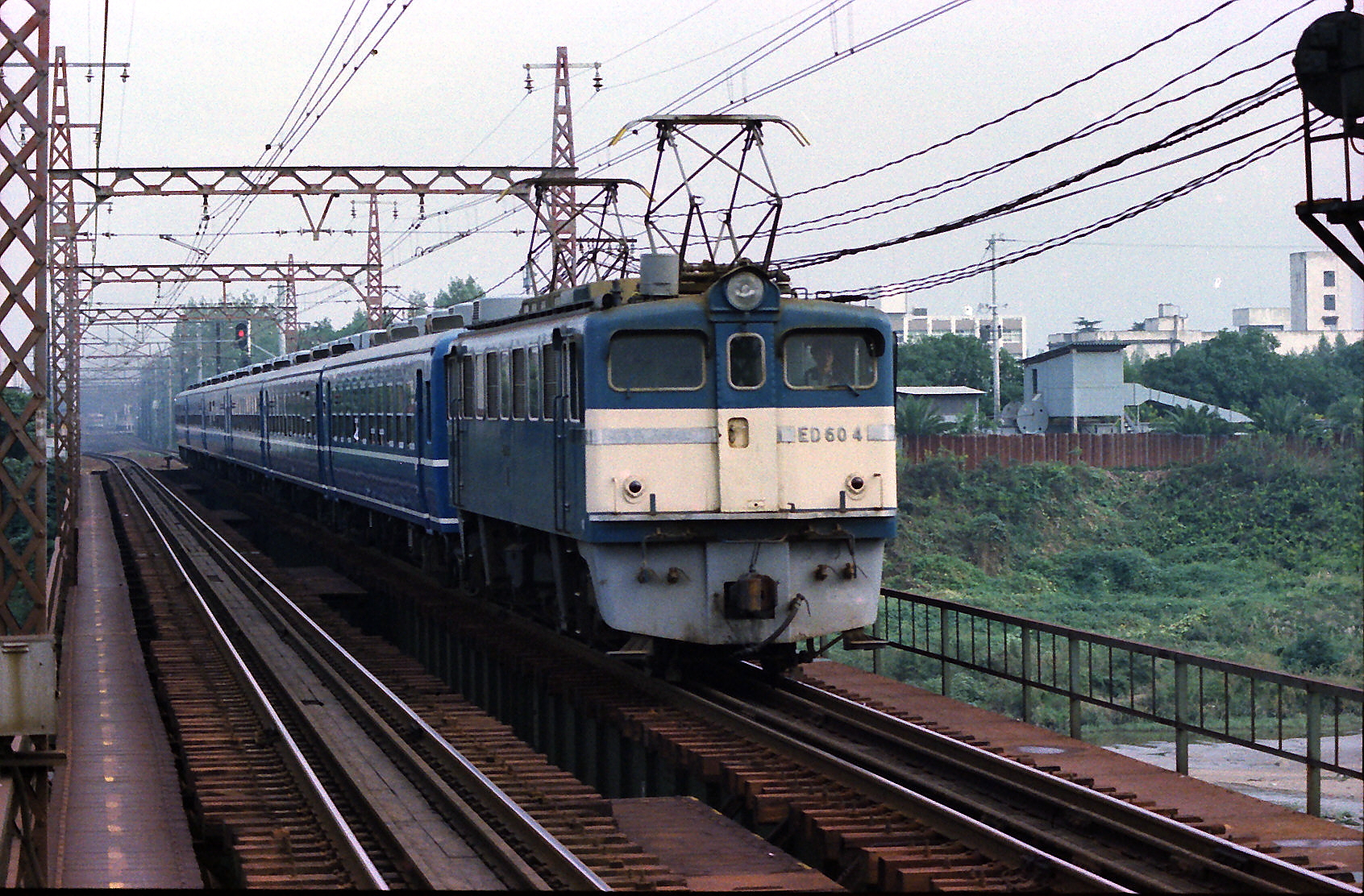
阪和線内牽引　ED60形機関車

## 国鉄・南海直通優等列車沿革
南海との直通運転は、第二次世界大戦前の1933年11月 - 1937年12月に大阪から当時の南海鉄道ないしは、阪和電気鉄道を経由して白浜口駅（現在の白浜駅）へ直通する週末快速列車「黒潮号」（くろしおごう）、平日運転の「平日列車」、日曜日運転の「日曜列車」が運転されていた。大阪と和歌山を直接結ぶ鉄道を国鉄が管理しておらず、その点では私鉄による国鉄の飛び地路線への直通運転という形を採ったことや、公募による列車愛称の付与など異例な点が多いことや、南海鉄道・阪和電気鉄道・鉄道省共にその運営事業者が互いの威信を賭け列車運行を行ったことで知られる。

### 南紀直通列車の運転開始
- 1933年（昭和8年）
  - 11月4日：鉄道省と阪和電気鉄道により、阪和天王寺駅 - 紀伊田辺駅間で南紀直通列車が運転開始。
  - 11月11日：南紀直通列車に「黒潮号」の列車名で運転されるようになる。
  - 12月20日：「黒潮号」の運転区間が阪和天王寺駅 - 白浜口駅（現在の白浜駅）間になる。
- 1934年（昭和9年）11月17日：国鉄と南海による「黒潮号」が難波駅 - 白浜口駅間で運転開始。
- 1935年（昭和10年）3月29日：「平日列車」「日曜列車」の運転区間が、阪和天王寺駅・難波駅 - 紀伊椿駅（現在の椿駅）間に変更。
- 1936年（昭和11年）10月30日：「平日列車」「日曜列車」の運転区間が、阪和天王寺駅・難波駅 - 周参見駅間に変更（ただし、南海車・阪和車は白浜口まで）。
- 1937年（昭和12年）12月1日：「黒潮号」が廃止。「平日列車」と「日曜列車」が統合され、阪和天王寺駅・難波駅 - 周参見駅間1往復のみとなる。
- 1938年（昭和13年）9月7日：直通運転区間が阪和天王寺駅・難波駅 - 白浜口駅着・江住駅発に変更（ただし、南海車・阪和車は白浜口まで）。
- 1940年（昭和15年）8月8日：直通運転区間が阪和天王寺駅 - 新宮駅・紀伊木本駅間3往復に変更、南海鉄道の直通廃止。

### 戦後の南紀直通列車の復活
- 1948年（昭和23年）7月1日：不定期列車として天王寺駅・和歌山市駅 - 新宮駅間を運行する夜行準急列車2010・2011列車が運行される。この列車が大阪対南紀直通優等列車の戦後復活運行とされる。
- 1949年（昭和24年）9月15日：2010・2011列車、天王寺駅 - 新宮駅間を運行する準急列車として定期列車化。
- 1950年（昭和25年）
  - 4月1日：天王寺駅 - 新宮駅間を運行する臨時昼行準急列車3401・3400列車が設定される。
  - 10月1日：天王寺駅 - 白浜口駅間を週末運行の臨時快速列車として3402・3403列車が設定される。この列車には戦前のそれに倣い「黒潮」（くろしお）の愛称が与えられる。
- 1951年（昭和26年）
  - 5月7日：夜行準急列車108・7列車を普通列車に格下げ。またこのころ、「黒潮」に南海線直通難波駅発着の編成が充当される。ただし、運行当初は南海所有の客車が存在しないため、国鉄所有車両が乗り入れる形を採ることとなる。
- 1952年（昭和27年）5月頃より：「黒潮」の難波駅発着編成に南海所有客車サハ4801形客車の使用を開始する。ただし、1両のみの所有であったため、多客時には国鉄所有車両を貸し出す形で運用。
- 1953年（昭和28年）5月1日：天王寺駅 - 白浜口駅間を運行する臨時準急列車として「南紀」（なんき）が運行を開始。
- 1954年（昭和29年）10月1日：「黒潮」天王寺駅発着1往復を増発し、同時に準急列車化。
- 1955年（昭和30年）3月25日：「南紀」が定期列車化[8]。
- 1956年（昭和31年）11月19日：新宮発天王寺行の準急列車103列車を設定。また、「黒潮」の列車名を「くろしお」のひらがな表記にする。

### 「きのくに」の登場
- 1958年（昭和33年）
  - 10月1日：準急103列車に「はやたま」の名称が与えられる。
  - 12月1日：天王寺駅 - 白浜口駅間をキハ55系気動車による全車座席指定制準急列車「きのくに」が運行を開始する。それに伴い、阪和線内運転の「特急電車」を「快速」に、「急行電車」「準急電車」を「直行」（現・区間快速）に改称している。
- 1959年（昭和34年）7月15日：紀勢本線全通に伴い、以下のように変更する。
  1. 「きのくに」が毎日運行の臨時列車1往復増発。この列車には南海線難波駅発着編成を連結する。
  2. 天王寺駅 - 新宮駅間を運行する夜行普通列車を準急列車に格上げ。この列車に「はやたま」の名称を与える。これにより、「はやたま」は変則的ながらも上下1往復の体裁が整う。

  - 9月22日：「南紀」の運行区間を天王寺駅 - 新宮駅間に延長。同時に気動車化を行う。
  - 10月20日：従来毎日運行の臨時列車であった「南紀」「きのくに」1往復を定期列車化。
- 1960年（昭和35年）
  - 6月1日：「はやたま」を「南紀」に編入。「南紀」は気動車昼行列車と客車列車1往復ずつの2往復体制を採る。
  - 10月28日：毎日運行ながら天王寺駅 - 新宮駅間を運行する臨時準急列車として「臨時南紀」（りんじなんき）が運行を開始。
- 1961年（昭和36年）3月1日：ダイヤ改正に伴い、「臨時南紀」を「南紀」に編入。これにより、「南紀」3往復体制となる。また、昼行列車の一部に南海線難波駅発着の編成を連結を開始。
- 1962年（昭和37年）
  - 2月1日：「南紀」2号天王寺駅行きを客車列車化。
  - 6月10日：天王寺駅 - 紀伊椿駅（現在の椿駅）間運行の「きのくに」を1往復を増発。
- 1963年（昭和38年）10月1日：ダイヤ改正に伴い、以下のように変更する。
  1. 「南紀」の難波駅発着を増発。昼行の全列車が天王寺駅・難波駅 - 新宮駅間の運行となる。
  2. 「きのくに」を1往復増発 4往復体制を採る。

### 特急「くろしお」の登場
- 1965年（昭和40年）
  - 3月1日：天王寺駅 - 名古屋駅間を阪和線・紀勢本線・関西本線経由で運行する特別急行列車として「くろしお」の運行を開始する。
  - 10月1日：「きのくに」の白浜行き1本を新宮駅まで運行区間を変更。
- 1966年（昭和41年）
  - 3月5日：準急制度改変に伴い、「南紀」「きのくに」を急行列車に格上げ。
  - 10月1日：「南紀」の天王寺・難波行き1号の始発駅を熊野市駅とする。ただし、熊野市駅 - 新宮駅間は普通列車扱い。
- 1967年（昭和42年）10月1日：「くろしお」を天王寺駅 - 白浜駅、天王寺駅 - 新宮駅間で各1往復ずつ増発。これにより、3往復で運行。また「くろしお」の列車号数を下り天王寺駅行きを奇数、上り名古屋駅行きを偶数とする。
- 1968年（昭和43年）10月1日:和歌山駅を発着し紀勢本線内で完結する急行列車のうち、阪和線・南海線直通の急行列車の名称として「きのくに」の名称が与えられる。これにより、「きのくに」は定期列車では天王寺駅発10本、天王寺駅行き8本、季節列車3往復、難波駅発着は定期列車3往復、季節列車1往復の体制となる。「南紀」の名称は一旦廃止。また「きのくに」のヘッドマークの取付については、同日付で国鉄車への取付を廃止した一方、南海車のヘッドマークは取付が継続されたものの、それまでは「南紀」（ヘッドマークはひらがな書きの「なんき」）を含め、国鉄車と全く同一のヘッドマークだったものが、小丸型の新デザインとなった。
- 1969年（昭和44年）10月1日：「きのくに」が天王寺駅 - 白浜駅間運行の臨時列車を1往復増発する。
- 1970年（昭和45年）10月1日：白浜発天王寺行の「くろしお」を季節列車として1本増発。また、天王寺駅 - 白浜駅間運行の1往復を季節列車化する。
- 1971年（昭和46年）11月2日：天王寺駅 - 紀伊勝浦駅間を運行する臨時特別急行列車として「ブルースカイ」が運行される。
- 1972年（昭和47年）3月15日：「くろしお」の白浜駅発着列車を新宮駅発着に変更し、新宮駅発着3往復、名古屋駅発着1往復の4往復体制となる。
- 1972年（昭和47年）10月2日：「きのくに」の1往復を「くろしお」に格上げ、天王寺駅 - 白浜間1往復増発。5往復体制となる。
- 1973年（昭和48年）10月12日
  1. 伊勢線開業に伴い、天王寺駅 - 名古屋駅間直通の「くろしお」は亀山駅経由を伊勢線鈴鹿駅経由に変更、約20分の時間短縮が実現する。

### 「きのくに」の縮小と運転終了まで

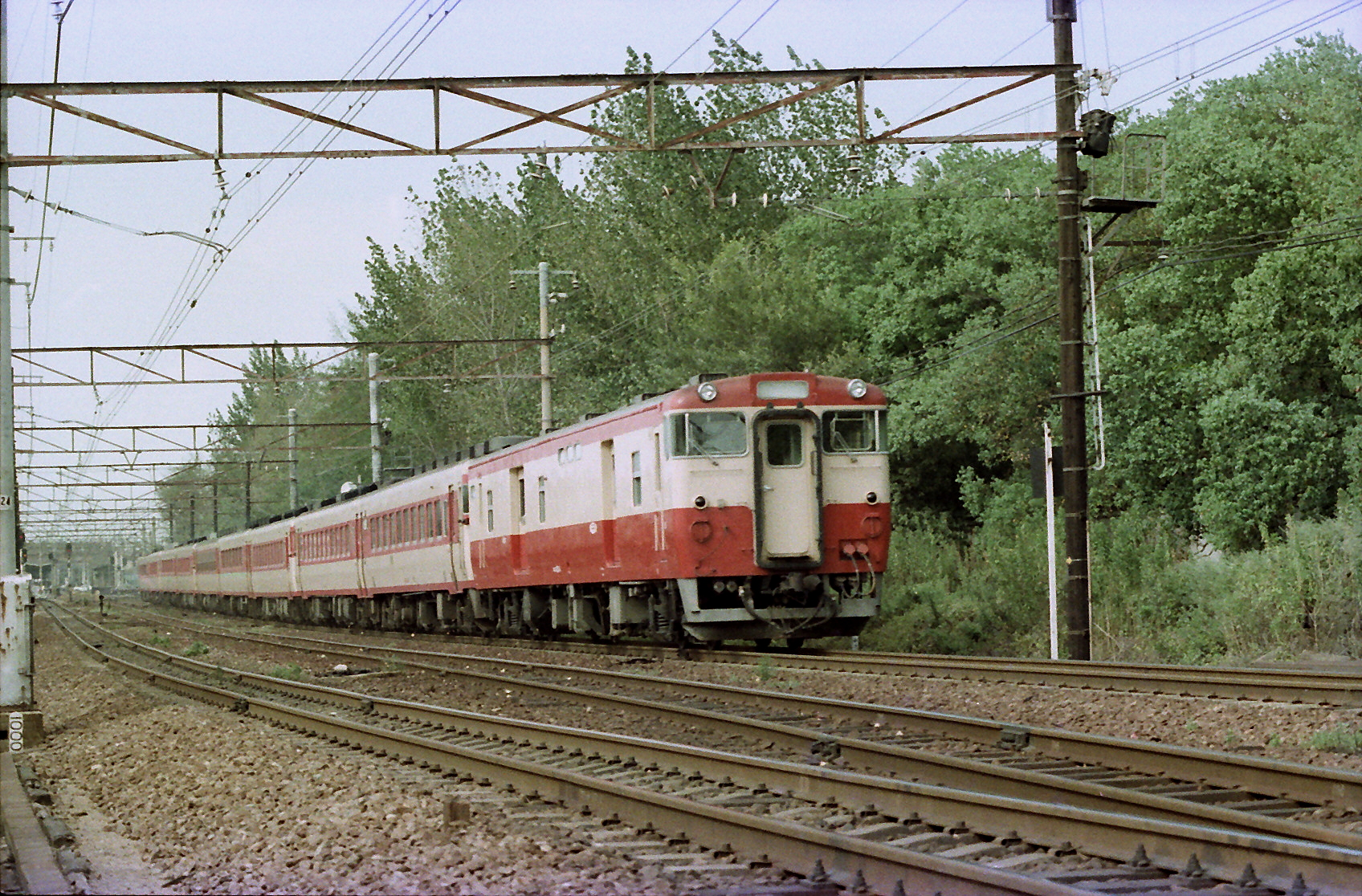
1978年当時の「きのくに」。先頭は一般色時代のキユニ28形（杉本町 - 浅香間）

- 1978年（昭和53年）10月2日：紀勢本線和歌山駅 - 新宮駅間の電化完成に伴い、以下のように変更。
  1. 従来「くろしお」として運行されていた特急列車は新宮駅を境に以下のように運行体系を分離。
    1. 天王寺駅 - 白浜駅・新宮駅間運行の電車エル特急「くろしお」
    2. 名古屋駅 - 紀伊勝浦駅間運行の気動車特急「南紀」

  2. 「きのくに」は9往復に減便。ただし、南海線乗り入れ車両が気動車のみであったことや、参宮線鳥羽駅直通列車が存在したことで気動車での運行となる。また、紀伊田辺発新宮駅行の「きのくに」2号が設定される。
- 1980年（昭和55年）10月1日：「きのくに」の3往復を格上げする形で天王寺駅 - 白浜駅間に「くろしお」を3往復増発。これにより、「くろしお」は10往復、「きのくに」は季節列車を含めて6往復となる。
- 1982年（昭和57年）
  - 5月17日：関西本線名古屋駅 - 亀山駅間電化に伴い、以下のように変更する。

  1. 「くろしお」白浜駅発着1往復を季節列車化し、定期列車としては9往復に減便する。また、従来新宮駅発着の季節列車を白浜駅発着とする。
  2. 「きのくに」の鳥羽駅乗り入れを終了し、天王寺駅・難波駅 - 白浜駅・新宮駅・熊野市駅間及び紀伊田辺発新宮行のみの運行となる。

  - 11月15日：「きのくに」の天王寺駅 - 新宮駅間運行の夜行列車を季節列車化する。
- 1984年（昭和59年）2月1日：「きのくに」の夜行列車廃止。この時には「きのくに」は天王寺駅発は3本、天王寺駅行き5本・難波駅発着は2往復であった。
- 1985年（昭和60年）3月14日：「きのくに」を「くろしお」に昇格して4往復増発。これにより、13往復体制となる。これに伴い「黒潮号」以来の南海線難波駅発着列車は運行を終了することとなった。
- 2003年（平成15年）10月11日・12日：紀勢本線電化25周年を記念して、急行「きのくに」を天王寺駅 - 新宮駅間でリバイバル運転。